# Амарант рожевий
Амара́нт рожевий (Lagonosticta rhodopareia) — вид горобцеподібних птахів родини астрильдових (Estrildidae). Мешкає в Східній, Центральній і Південній Африці.

## Опис
Довжина птаха становить 11 см, розмах крил 12 см. У самців лоб і обличчя яскрав-рожеві, верхня частина голови і задня частина шия сірувато-коричневі або коричневі, спина і крила рудувато-коричневі. Надхвістя червоне, хвіст чорний. Нижня частина тіла і боки червоні, груди і боки поцятковані білими плямками. У самиць тім'я, потилиця і голова з боків сірувато-коричневі, іноді з червонуватим відтінком, обличчя іноді яскраво-червоне. У молодих птахів верхня частина тіла блідо-коричневе, червоний відтінок в їх оперенні відсутній, за винятком верхніх покривних пер хвоста.

## Підвиди
Виділяють три підвиди:

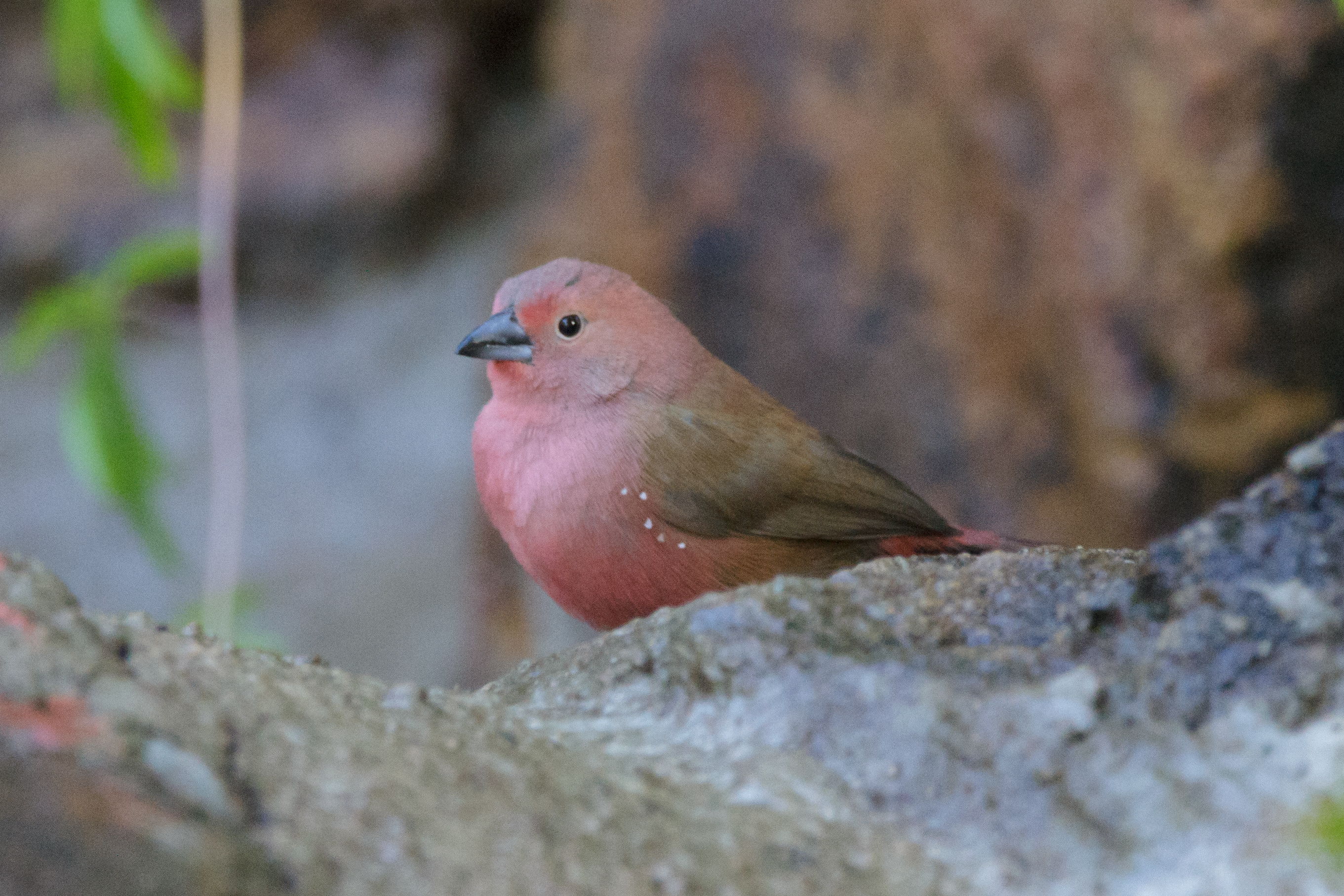
Рожевий амарант

- L. r. rhodopareia (Heuglin, 1868) — схід Південного Судану, південний захід Ефіопії, північний схід Уганди і захід Кенії;
- L. r. jamesoni Shelley, 1882 — від південної Кенії до півночі ПАР;
- L. r. ansorgei Neumann, 1908 — південний захід ДР Конго, Ангола і північний захід Намібії.

## Поширення і екологія
Рожеві амаранти мешкають в Південному Судані, Ефіопії, Уганді, Кенії, Танзанії, Демократичній Республіці Конго, Анголі, Замбії, Зімбабве, Малаві, Мозамбіку, Намібії, Ботсвані, Есватіні і Південно-Африканській Республіці. Вони живуть в сухих рідколіссях, чагарникових заростях і саванах. Зустрічаються парами, на висоті до 1800 м над рівнем моря. Віддають перевагу більш посушливим районам, червоні амаранти, однак іноді зустрічаються разлм. Живляться переважно насінням трав, іноді також дрібними безхребетними, яких шукають на землі. Птахи, що мешкають у Національному парку Лочінвар в Замбії, живляться насінням мишія, плоскухи, проса і Urochloa.
Сезон розмноження у рожевих амарантів припадає на завершення сезону дощів і на початок сухого сезону. Гніздо кулеподібне, робиться парою птахів з сухої трави, встелюється м'якою травою і пір'ям, розміщується в чагарниках або в густій траві. В кладці від 3 до 5 білуватих яєць. Інкубаційний період триває приблизно 12-13 днів, насиджують і самиці і самці. Пташенята покидають гніздо через 16-19 днів після вилуплення, однак батьки продовжують піклуватися про них ще приблизно 2 тижні. Рожеві амаранти іноді стають жертвами гніздового паразитизму пурпурових вдовичок.